# Okrug Snina
Okrug Snina (slovački: Okres Snina) nalazi se  Prešovskom kraju na krajnjem istoku Slovačke na njenoj granici s Ukrajinom. U okrugu živi 33 792  stanovnika, dok je gustoća naseljenosti 41,99 stan/km². Ukupna površina okruga je 804,74 km². Glavni grad okruga Snina je istoimeni grad  Snina s 17 879 stanovnika.

## Stanovništvo
| Godina:     | 1994.  | 2004.   | 2014.   | 2024.   |
| ----------- | ------ | ------- | ------- | ------- |
| Broj ljudi: | 39 369 | 39 204  | 37 451  | 33 792  |
| Razlika:    |        | −0,41 % | −4,47 % | −9,77 % |

| Godina:     | 2023.  | 2024.   |
| ----------- | ------ | ------- |
| Broj ljudi: | 34 071 | 33 792  |
| Razlika:    |        | −0,81 % |

## Gradovi
- Snina

## Općine
| - Belá nad Cirochou - Brezovec - Čukalovce - Dlhé nad Cirochou - Dúbrava - Hostovice - Hrabová Roztoka - Jalová - Kalná Roztoka - Klenová - Kolbasov | - Kolonica - Ladomirov - Michajlov - Nová Sedlica - Osadné - Parihuzovce - Pčoliné - Pichne - Príslop - Runina - Ruská Volová | - Ruský Potok - Stakčín - Stakčínska Roztoka - Strihovce - Šmigovec - Topoľa - Ubľa - Ulič - Uličské Krivé - Zboj - Zemplínske Hámre |

### Ostali projekti
|  | Zajednički poslužitelj ima još gradiva o temi Okrug Snina |